# Breckenridge (Texas)
Breckenridge è un comune degli Stati Uniti d'America, situato in Texas, nella contea di Stephens, della quale è anche il capoluogo.